# Calybites
Calybites là một chi bướm đêm thuộc họ Gracillariidae.

## Các loài
- Calybites hauderi (Rebel, 1906)
- Calybites lepidella (Meyrick, 1880)
- Calybites phasianipennella (Hübner, [1813])
- Calybites quadrisignella (Zeller, 1839)
- Calybites securinella (Ermolaev, 1986)
- Calybites trimaculata Kumata, 1982